# Zénzèba
Zénzèba est une localité située dans le département de Barsalogho de la province du Sanmatenga dans la région Centre-Nord au Burkina Faso.

## Géographie
Zénzèba est administrativement rattaché à Sidiga.

## Éducation et santé
Le centre de soins le plus proche de Zénzèba est le centre médical avec antenne chirurgicale (CMA) de Barsalogho tandis que le centre hospitalier régional (CHR) se trouve à Kaya.
Le village possède une école primaire publique.